# Josef Ryška
Josef Ryška (20. května 1915 Nový Jičín – 22. října 2006 Nedakonice) byl český římskokatolický kněz a církevní právník, pronásledovaný komunistickým režimem.

## Stručný životopis
Studium teologie absolvoval v letech 1937 – 1945 v římské koleji Nepomucenum, kde byl vysvěcen 20. prosince 1941 na kněze. Právnická studia dokončil doktorátem na vatikánské Lateránské univerzitě v roce 1946 a doktorát teologie obhájil na Univerzitě Palackého v Olomouci roku 1948.
V letech 1948 – 1950 a znovu 1968 – 1972 přednášel Kanonické právo na olomoucké teologické fakultě. Od roku 1947 byl členem církevního soudu, od roku 1948 sekretářem olomouckého biskupa Josefa Matochy. Od června 1950 byl ve vazbě, poté byl odsouzen k trestu odnětí svobody 12 let za velezradu a špionáž. Propuštěn na svobodu byl v amnestii roku 1960, pak pracoval jako dělník až do roku 1966, kdy znovu nastoupil do farní správy (Ostrava-Poruba, Olomouc sv. Václav, Moravský Beroun, Valteřice, Nedakonice, Kostelany nad Moravou). Byl čestným kanovníkem kroměřížské kapituly při kostele svatého Mořice. Dne 26. června 1993 byl jmenován papežským prelátem. Je pohřben v Nedakonicích.